# 반구역
반구역(盤邱驛)은 대한민국 경상북도 영주시 장수면에 있던, 35년 이상 운행했던 경북선의 역이었다. 1966년 경북선 예천-영주 구간의 개통과 함께 영업을 시작하였고, 1997년 비둘기호의 폐지로 여객취급이 중단되었으며, 2001년 공식 폐역되었다. 역사는 2003년에 철거되어 현재는 역터와 승강장 일부만 남아있다.

## 연혁
- 1966년 10월 11일 : 영업 개시[1]
- 1998년 1월 1일 : 여객 취급 중지
- 2001년 7월 1일 : 폐역